# Gustav Kroupa
Gustav Kroupa (* 30. August 1857 in Mutiowitz, Böhmen; † 31. Mai 1935 in Wien) war ein österreichischer Montanist.

## Leben
Kroupa studierte ab 1876 zunächst an der Montanuniversität Leoben, setzte sein Studium ab 1877 an der Deutschen Technische Hochschule Prag in Prag und ab 1878 an der Bergakademie Příbram fort. Nach seinem Ingenieurabschluss im Jahre 1879 erhielt er eine Anstellung bei der Bergdirektion Příbram. Ab 1883 war er im Quecksilberwerk Idria tätig und wechselte 1892 zum Bleibergwerk Raibl, wo er bis 1893 blieb.
Im Jahre 1896 wirkte Kroupa als Bergingenieur und Hüttenverwalter in St. Joachimsthal, wo er 1898 zum Oberhüttenverwalter und Leiter der Uranfarbenfabrik berufen wurde. Kroupa ließ die Verkippung der bei der Verarbeitung der Pechblende in der Uranfabrik abfallenden Laugerzrückstände in die Weseritz einstellen und sammeln, um sie zur Silbergewinnung an die Přibramer Hütte liefern. Schließlich unterstützte er durch ihre Überlassung die wissenschaftliche Arbeit von Marie Curie, die für ihre Forschungen große Mengen Pechblende benötigte. In den gelieferten 10 Tonnen Pechblendenmaterial konnten Marie und Pierre Curie dabei drei Gramm Radiumverbindungen ermitteln. Im Zuge dieser Forschungen wurden die Elemente Radium und Polonium als Uranzerfallsprodukte entdeckt.
Im Jahre 1901 wurde Kroupa zum Vorstand der Berg- und Hüttenverwaltung Brixlegg berufen. 1904 erfolgte seine Ernennung zum Bergrat. 1907 erfolgte seine Berufung ins k.k. Ackerbauministerium, wo er sich für den weiteren Ausbau der St. Joachimsthaler Uranfabrik einsetzte. Im Jahr darauf wechselte Kroupa als Hüttenmännischer Referent an das neu geschaffene Ministerium für öffentliche Arbeiten, seinem Kompetenzbereich unterstanden die staatlichen Berg- und Hüttenwerke. 1910 erhielt er den Titel eines Hofrates.  Nach dem Ersten Weltkrieg wurde er in das Staatsamt für öffentliche Arbeiten übergeleitet und nach dessen Auflösung 1919 in den Ruhestand versetzt.
Kroupa war von 1903 bis 1914 als Redakteur bei der Oesterreichischen  Zeitschrift für Berg- und Hüttenwesen und beim Berg- und Hüttenmännischen Jahrbuch aktiv. Zwischen 1915 und 1919 war er Schriftleiter der Zeitschrift „Bergbau und Hütte“.

## Publikationen
- Zur Erkennung des Quecksilbers. Oesterreichische Zeitschrift für Berg- und Hüttenwesen 35 (1887), VII, S. 109.
- Die Quecksilbergewinnung in New-Almaden. Oesterreichische Zeitschrift für Berg- und Hüttenwesen. 38, 1890, VII, S. 79.
- Skizze des Metallhüttenwesens in den Vereinigten Staaten von Nordamerika. Berg- und Hüttenmännisches Jahrbuch 42 (1894), S. 275–383.
- Die Bestimmung des Goldes und Silbers in Zwischenprodukten. Berg- und Hüttenmännisches Jahrbuch 42 (1894), LI, S. 637.
- Amerikanische Praxis in der Verarbeitung des Bleisteines. Berg- und Hüttenmännisches Jahrbuch 48 (1900), II, S. 18.
- Extraktion der Radiumsalze. Berg- und Hüttenmännisches Jahrbuch 52 (1904), IX, S. 107.
- Das Schmelzen der Eisenerze im Elektroschachtofen. Berg- und Hüttenmännisches Jahrbuch 59 (1911), XXXVII, S. 502, XXXVIII, S. 515.
- Einiges aus der metallurgischen Praxis. Bergbau und Hütte 5 (1919), S. 165.